# دنیس زکریا
دنیس لمی زکریا لاکو لادو (انگلیسی: Denis Lemi Zakaria Lako Lado؛ زادهٔ ۲۰ نوامبر ۱۹۹۶) بازیکن فوتبال اهل سوئیس است که برای باشگاه موناکو بازی می‌کند.
از باشگاه‌هایی که در آن بازی کرده‌است می‌توان به سروت یانگ بویز و بروسیا مونشن‌گلادباخ اشاره کرد.
وی همچنین در تیم ملی فوتبال سوئیس بازی می‌کند.